# フロリアン・ヴィルツ
フロリアン・ヴィルツ（Florian Wirtz, 2003年5月3日 - ）は、ドイツ・プルハイム出身のプロサッカー選手。プレミアリーグ・リヴァプールFC所属。ドイツ代表。ポジションはミッドフィールダー。

## 経歴

### クラブ
2010年にケルンの下部組織に入団。2018年にU-17チームに昇格。2018-19シーズンはU-17リーグで14試合4得点を記録。翌2019-20シーズンも同ユースリーグで10試合で8ゴールを決めていたところで、2020年1月に同じノルトライン＝ヴェストファーレン州に本拠地を置くバイエル・レヴァークーゼンが、ヴィルツの獲得に興味を持っていることが報じられた。その噂が浮上した数日後の、移籍市場が閉まる直前の1月31日にレヴァークーゼンへの加入が決定。
新型コロナウイルスの影響によるリーグ戦中断を経て再開となった、5月18日のヴェルダー・ブレーメン戦の招集メンバー入りが決定。当日の試合で先発で起用され、後半16分までプレーし、プロデビュー戦を4-1で勝利。17歳15日でのブンデスリーガ史上3番目の若さでのデビューとなり、カイ・ハフェルツの17歳125日でのプロデビューをも更新する、チーム史上最年少デビューを果たした。
2020年6月6日のバイエルン・ミュンヘン戦では、後半44分にプロ初ゴールを挙げ、2005年11月にヌリ・シャヒンが記録した17歳82日を更新し、17歳34日でのブンデスリーガ最年少初ゴールを達成した。
2021-22シーズンの3月13日、ケルンとの試合中に膝の前十字靭帯を断裂し、2022-23シーズンの前半戦まで欠場することとなった。2022 FIFAワールドカップ終了後のブンデスリーガ第16節ボルシアMG戦にて戦線に復帰を果たした。
2023-24シーズンの公式戦合計では、47試合で18ゴール20アシスト、リーグ戦では32試合11ゴール11アシストを記録するなど、リーグ史上初の無敗優勝に貢献してブンデスリーガ年間最優秀選手賞に選出された。
2025年6月20日、イングランドのリヴァプールに移籍。移籍金は、プレミアリーグ史上最高額となる1億1,600万ポンドと報じられた。

### 代表
2021年3月19日、ワールドカップ予選に向けたドイツ代表に初招集された。同年9月2日のリヒテンシュタイン代表戦で代表初出場を記録した。
自国開催となったUEFA EURO 2024では、開幕戦となったスコットランド戦でオープニングゴールを上げて勝利に貢献、準々決勝のスペインとの対戦では、1-1とする同点後ゴールを挙げたが、延長戦の末に敗れた。

## 個人成績

### クラブ
| 国内大会個人成績 | 国内大会個人成績 | 国内大会個人成績 | 国内大会個人成績 | 国内大会個人成績 | 国内大会個人成績 | 国内大会個人成績 | 国内大会個人成績 | 国内大会個人成績 | 国内大会個人成績 | 国内大会個人成績 | 国内大会個人成績 |
| 年度             | クラブ           | 背番号           | リーグ           | リーグ戦         | リーグ戦         | リーグ杯         | リーグ杯         | オープン杯       | オープン杯       | 期間通算         | 期間通算         |
| 年度             | クラブ           | 背番号           | リーグ           | 出場             | 得点             | 出場             | 得点             | 出場             | 得点             | 出場             | 得点             |
| ドイツ           | ドイツ           | ドイツ           | ドイツ           | リーグ戦         | リーグ戦         | リーグ杯         | リーグ杯         | DFBポカール      | DFBポカール      | 期間通算         | 期間通算         |
| ---------------- | ---------------- | ---------------- | ---------------- | ---------------- | ---------------- | ---------------- | ---------------- | ---------------- | ---------------- | ---------------- | ---------------- |
| 2019-20          | レヴァークーゼン | 27               | ブンデスリーガ   | 7                | 1                | -                | -                | 1                | 0                | 8                | 1                |
| 2020-21          | レヴァークーゼン | 27               | ブンデスリーガ   | 29               | 5                | -                | -                | 2                | 1                | 31               | 6                |
| 2021-22          | レヴァークーゼン | 27               | ブンデスリーガ   | 24               | 7                | -                | -                | 1                | 0                | 25               | 7                |
| 2022-23          | レヴァークーゼン | 27               | ブンデスリーガ   | 17               | 1                | -                | -                | 0                | 0                | 17               | 1                |
| 2023-24          | レヴァークーゼン | 10               | ブンデスリーガ   | 32               | 11               | -                | -                | 6                | 3                | 38               | 14               |
| 2024-25          | レヴァークーゼン | 10               | ブンデスリーガ   | 31               | 10               | -                | -                | 4                | 0                | 35               | 10               |
| イングランド     | イングランド     | イングランド     | イングランド     | リーグ戦         | リーグ戦         | FLカップ         | FLカップ         | FAカップ         | FAカップ         | 期間通算         | 期間通算         |
| 2025-26          | リヴァプール     | 7                | プレミアリーグ   |                  |                  |                  |                  |                  |                  |                  |                  |
| 通算             | ドイツ           | ドイツ           | ブンデスリーガ   | 140              | 35               | -                | -                | 14               | 4                | 154              | 39               |
| 通算             | イングランド     | イングランド     | プレミアリーグ   |                  |                  |                  |                  |                  |                  |                  |                  |
| 総通算           | 総通算           | 総通算           | 総通算           | 140              | 35               | 0                | 0                | 14               | 4                | 154              | 39               |

### 代表
| ドイツ代表 | 国際Aマッチ | 国際Aマッチ |
| 年         | 出場        | 得点        |
| ---------- | ----------- | ----------- |
| 2021       | 4           | 0           |
| 2022       | 0           | 0           |
| 2023       | 10          | 0           |
| 2024       | 15          | 6           |
| 2025       | 2           | 1           |
| 通算       | 31          | 7           |

#### ゴール
| #  | 年月日         | 開催地                                        | 対戦国                   | 勝敗 | 試合概要                                    |
| -- | -------------- | --------------------------------------------- | ------------------------ | ---- | ------------------------------------------- |
| 1. | 2024年3月23日  | パルク・オリンピック・リヨン（ フランス）     | フランス                 | ○2-0 | 親善試合                                    |
| 2. | 2024年6月14日  | アリアンツ・アレーナ（ ドイツ）               | スコットランド           | ○5-1 | UEFA EURO 2024・グループA                   |
| 3. | 2024年7月5日   | MHPアレーナ（ ドイツ）                        | スペイン                 | ●1-2 | UEFA EURO 2024・ノックアウトステージ        |
| 4. | 2024年9月7日   | デュッセルドルフ・アレーナ（ ドイツ）         | ハンガリー               | ○5-0 | UEFAネーションズリーグ2024-25・リーグA      |
| 5. | 2024年11月16日 | オイローパ＝パルク・シュタディオン（ ドイツ） | ボスニア・ヘルツェゴビナ | ○7-0 | UEFAネーションズリーグ2024-25・リーグA      |
| 6. | 2024年11月16日 | オイローパ＝パルク・シュタディオン（ ドイツ） | ボスニア・ヘルツェゴビナ | ○7-0 | UEFAネーションズリーグ2024-25・リーグA      |
| 7. | 2025年6月4日   | アリアンツ・アレーナ（ ドイツ）               | ポルトガル               | ●1-2 | UEFAネーションズリーグ2024-25・決勝ラウンド |

## タイトル

### クラブ
バイエル・レバークーゼン
- ブンデスリーガ（2023-24）

### 代表
U-21ドイツ代表
- UEFA U-21欧州選手権（2021）

### 個人
- ブンデスリーガ 年間最優秀選手賞（2023-24）
- ブンデスリーガ シーズンベストイレヴン（2021-22, 2023-24, 2024-25）
- UEFAヨーロッパリーグ 最優秀若手選手（2022-23）